# Casa a prima vista (seconda edizione)
La seconda edizione di Casa a prima vista è andata in onda dal 13 novembre 2023 al 23 febbraio 2024 dal lunedì al venerdì su Real Time in access prime time, per un totale di 60 puntate.

## Episodi
| n. | Prima TV         | Acquirenti                    | Sede                | Agenti     | Agenti | Agenti  |
| n. | Prima TV         | Acquirenti                    | Sede                | Di Filippo | Torre  | D'Amico |
| -- | ---------------- | ----------------------------- | ------------------- | ---------- | ------ | ------- |
| 1  | 13 novembre 2023 | Gianfranco e Francesca        | Lecco               | N.D.       | N.D.   |         |
| 2  | 14 novembre 2023 | Vincenzo e Clara              | Milano              | N.D.       |        | N.D.    |
| 3  | 15 novembre 2023 | Francesca e Federica          | Parma               |            | N.D.   | N.D.    |
| 4  | 16 novembre 2023 | Agnese                        | Milano              |            | N.D.   | N.D.    |
| 5  | 17 novembre 2023 | Matteo e Roberto              | Milano              | N.D.       |        | N.D.    |
| 6  | 20 novembre 2023 | Giovanna e Alessandro         | Milano              | N.D.       |        | N.D.    |
| 7  | 21 novembre 2023 | Emilia e Massimo              | Varese              | N.D.       | N.D.   |         |
| 8  | 22 novembre 2023 | Ariana e Livio                | Torino              |            | N.D.   | N.D.    |
| 9  | 23 novembre 2023 | Laura e Andrea                | Milano              |            | N.D.   | N.D.    |
| 10 | 24 novembre 2023 | Luca e Prisca                 | Milano              | N.D.       | N.D.   |         |
| 11 | 27 novembre 2023 | Fikirini, Kilian e Katrin     | Monza               |            | N.D.   | N.D.    |
| 12 | 28 novembre 2023 | Alessandro e Caterina         | Torino              | N.D.       |        | N.D.    |
| 13 | 29 novembre 2023 | Fabrizio e Sofia              | Milano              | N.D.       | N.D.   |         |
| 14 | 30 novembre 2023 | Paola                         | Parma               | N.D.       |        | N.D.    |
| 15 | 1º dicembre 2023 | Andrea, Caterina e Roberta    | Lodi                |            | N.D.   | N.D.    |
| 16 | 4 dicembre 2023  | Marco e Patrizia              | Como                | N.D.       | N.D.   |         |
| 17 | 5 dicembre 2023  | Andrea e Stefania             | Cremona             | N.D.       |        | N.D.    |
| 18 | 6 dicembre 2023  | Rossella                      | Desenzano del Garda |            | N.D.   | N.D.    |
| 19 | 7 dicembre 2023  | Gennaro e Antonella           | Monza Brianza       | N.D.       | N.D.   |         |
| 20 | 8 dicembre 2023  | Irene e Matteo                | Milano              | N.D.       |        | N.D.    |
| n. | Prima TV         | Acquirenti                    | Sede                | Agenti     | Agenti | Agenti  |
| n. | Prima TV         | Acquirenti                    | Sede                | Sassu      | Mayer  | Pulieri |
| 21 | 11 dicembre 2023 | Francesco e Manuela           | Roma                |            | N.D.   | N.D.    |
| 22 | 12 dicembre 2023 | Alessandro e Alice            | Roma                | N.D.       |        | N.D.    |
| 23 | 13 dicembre 2023 | Giuliana, Sergio e Mauro      | Roma                | N.D.       | N.D.   |         |
| 24 | 14 dicembre 2023 | Mauriziano                    | Roma                | N.D.       |        | N.D.    |
| 25 | 15 dicembre 2023 | Giulia                        | Roma                |            | N.D.   | N.D.    |
| 26 | 18 dicembre 2023 | Tiziana e Francesco           | Roma                | N.D.       | N.D.   |         |
| 27 | 19 dicembre 2023 | Chiara e Giulia               | Roma                |            | N.D.   | N.D.    |
| 28 | 20 dicembre 2023 | Dalia e Valerio               | Roma                | N.D.       |        | N.D.    |
| 29 | 21 dicembre 2023 | Guido, Alessandra e Carola    | Roma                | N.D.       | N.D.   |         |
| 30 | 22 dicembre 2023 | Antonella e Bartolomeo        | Roma                |            | N.D.   | N.D.    |
| 31 | 8 gennaio 2024   | Silvia                        | Roma                | N.D.       | N.D.   |         |
| 32 | 9 gennaio 2024   | Accursia detta Sissi e Noemi  | Roma                | N.D.       |        | N.D.    |
| 33 | 10 gennaio 2024  | Sara                          | Roma                |            | N.D.   | N.D.    |
| 34 | 11 gennaio 2024  | Naomi e Luca                  | Roma                | N.D.       | N.D.   |         |
| 35 | 12 gennaio 2024  | Giampaolo e Giordana          | Roma                |            | N.D.   | N.D.    |
| 36 | 15 gennaio 2024  | Gianfrancesco e Silvia        | Roma                | N.D.       | N.D.   |         |
| 37 | 16 gennaio 2024  | Myriam e Mayla                | Roma                | N.D.       |        | N.D.    |
| 38 | 17 gennaio 2024  | Daniele                       | Roma                |            | N.D.   | N.D.    |
| 39 | 18 gennaio 2024  | Gabriele e Isabella           | Roma                | N.D.       | N.D.   |         |
| 40 | 19 gennaio 2024  | Francesco e Daniela           | Roma                | N.D.       |        | N.D.    |
| 41 | 22 gennaio 2024  | Christian e Giulia            | Roma                | N.D.       | N.D.   |         |
| 42 | 23 gennaio 2024  | Silvana e Valentina           | Roma                | N.D.       |        | N.D.    |
| 43 | 24 gennaio 2024  | Alessandro e Francesca        | Roma                |            | N.D.   | N.D.    |
| 44 | 25 gennaio 2024  | Andrea e Mavie                | Roma                | N.D.       | N.D.   |         |
| 45 | 26 gennaio 2024  | Maurizio e Manuela            | Roma                | N.D.       |        | N.D.    |
| n. | Prima TV         | Acquirenti                    | Sede                | Agenti     | Agenti | Agenti  |
| n. | Prima TV         | Acquirenti                    | Sede                | Di Filippo | Torre  | D'Amico |
| 46 | 29 gennaio 2024  | Norberto e Ludovica           | Milano              | N.D.       |        | N.D.    |
| 47 | 30 gennaio 2024  | Ludovica                      | Milano              |            | N.D.   | N.D.    |
| 48 | 31 gennaio 2024  | Serena e Christian            | Milano              | N.D.       |        | N.D.    |
| 49 | 1º febbraio 2024 | Eleonora e Francesco          | Milano              |            | N.D.   | N.D.    |
| 50 | 2 febbraio 2024  | Esteban e Michele             | Genova              | N.D.       | N.D.   |         |
| 51 | 12 febbraio 2024 | Famiglia Papotto              | Milano              | N.D.       | N.D.   |         |
| 52 | 13 febbraio 2024 | Nicolò e Roberta              | Milano              | N.D.       | N.D.   |         |
| 53 | 14 febbraio 2024 | Alessandra                    | Bologna             | N.D.       |        | N.D.    |
| 54 | 15 febbraio 2024 | Isabella                      | Milano              |            | N.D.   | N.D.    |
| 55 | 16 febbraio 2024 | Giuseppe e Tamara             | Milano              | N.D.       | N.D.   |         |
| 56 | 19 febbraio 2024 | Anna e Bruno                  | Milano              |            | N.D.   | N.D.    |
| 57 | 20 febbraio 2024 | Patrizia                      | Savona              | N.D.       | ✓      | N.D.    |
| 58 | 21 febbraio 2024 | Luca                          | Milano              | N.D.       | N.D.   |         |
| 59 | 22 febbraio 2024 | Diletta e Silvia              | Milano              | N.D.       |        | N.D.    |
| 60 | 23 febbraio 2024 | Alessandro, Ilaria e Angelica | Bologna             |            | N.D.   | N.D.    |